# Chaetodontoplus duboulayi
Chaetodontoplus duboulayi é uma espécie de peixe da família Pomacanthidae.